# Ruta 27 (Uruguay)
La ruta 27 es una de las rutas nacionales de Uruguay, atraviesa el departamento de Rivera en el norte del país. 

## Designación
Esta carretera en un principio fue designada con el nombre del Coronel Andrés Latorre por ley 15497 del 6 de diciembre de 1983, sin embargo el 6 de mayo de 1985, a través de la ley 15742, recibió el nombre del político uruguayo Mario Heber.

## Trazado
Esta carretera atraviesa el departamento de Rivera uniendo la ciudad de Rivera y la localidad de Vichadero. Su kilómetro cero se encuentra en el empalme con la ruta 5  a la altura del km 495 aproximadamente y finaliza en su empalme con la ruta 6 km 393 aproximadamente.
En su recorrido atraviesa los centros poblados de Batoví, Cerro Pelado y Moirones. Sirve además de acceso al balneario Lagos del Norte y la ruta 28.
Detalle del recorrido según el kilometraje:
- km 0: empalme con ruta 5.
  - al norte: a Rivera y Santana do Livramento.
  - al sur: a Tacuarembó y Montevideo.
- km 2.2: acceso a aeroclub de Rivera.
- km 7.5: acceso a la localidad de Lagos del Norte.
- km 12.5: arroyo Cuñapirú.
- km 34: arroyo Ataques.
- km 35: localidad de Paso Ataques.
- km 35.5: empalme con ruta 28 a Minas de Corrales y Cerros de la Calera.
- km 42: arroyo Mangueras.
- km 59.5: arroyo Corrales.
- km 73: Cerro Pelado.
- km 75.5: acceso a La Puente, Guaviyú y Cerrillada.
- km 80: empalme con ruta 29:
  - al este: a la frontera con Brasil.
  - al oeste: a Minas de Corrales
- km 84.5: acceso a la localidad de Amarillo.
- km 95.5: arroyo Yaguarí.
- km 96: acceso a la localidad de Moirones.
- km 113: acceso a la localidad de Arroyo Blanco.
- km 131: Vichadero
- km 132: empalme con  ruta 6:
  - al norte: a la localidad de Hospital y frontera con Brasil.
  - al sur: a rutas 44 y 26.

Estado y tipo de construcción de la carretera según el tramo 
| Tramo                 | Tipo de Red             | Tipo de Construcción   | Estado    |
| --------------------- | ----------------------- | ---------------------- | --------- |
| Ruta 5-Ruta 28        | Red nacional secundaria | Tratamiento bituminoso | Muy bueno |
| Ruta 28-Cerro Pelado  | Red nacional secundaria | Tratamiento bituminoso | Regular   |
| Cerro Pelado-Moirones | Red nacional secundaria | Tratamiento bituminoso | Bueno     |
| Moirones-Vichadero    | Red nacional secundaria | Tratamiento bituminoso | Muy Bueno |

Datos actualizados al 21 de Mayo de 2021
Esta carretera presenta algunos problemas: es estrecha, sin banquinas y oscura. Tiene varios repechos y el pavimento está sumamente deteriorado.
Por ella circulan ómnibus departamentales, interdepartamentales, vehículos personales, pero principalmente pesados camiones cargados de madera. En los años 2022 - 2025 se realizaron tareas de mantenimiento y repavimentación en el trayecto de Cerro Pelado a Vichadero, lo que mejoró en gran cantidad la movilidad de los pueblos de la zona y los conectados por la red departamental. A pesar de los reparos, muchos de los arreglos al ser realizados en diferentes partes por diferentes tiempos, algunas zonas ya presentan deterioros menores.